# 이미숙 (1967년)
이미숙(1967년 9월 11일 ~ )은 대한민국의 배우이다.

## 출연작

### 드라마
- 1984년 ~ 2008년 KBS2 단막극 드라마 《드라마시티》 - 각종 단역
- 1990년 ~ 2007년 KBS 전원드라마 《대추나무 사랑걸렸네》 - 진선 엄마 역
- 1999년 ~ 2009년 KBS2 주간단막극 《부부클리닉 사랑과 전쟁 시즌 1》 - 각종 단역
- 2001년 MBC 수목미니시리즈 《반달곰 내 사랑》 - 사회 선생님 역
- 2002년 ~ 2004년 KBS2 어린이 드라마 《매직키드 마수리》 - 철규 엄마 역
- 2003년 ~ 2005년 MBC 법정드라마 《실화극장 죄와 벌》 - 각종 단역
- 2003년 ~ 2004년 KBS 대하드라마 《무인시대》 - 석린의 처 역
- 2003년 ~ 2004년 MBC 특별기획 드라마 《대장금》 - 훈육 상궁 역
- 2004년 KBS2 주말연속극 《애정의 조건》 - 진수빈 입원병원 정신과 주치의 역
- 2004년 ~ 2005년 KBS2 일일시트콤 《올드 미스 다이어리》 - 단역
- 2006년 KBS TV소설 《강이 되어 만나리》 - 산부인과 의사 역
- 2009년 MBC 수목미니시리즈 《돌아온 일지매》 - 단역
- 2009년 KBS2 아침드라마 《장화, 홍련》 - 보건소 주치의 역
- 2010년 KBS 특별기획 역사드라마 《명가》 - 유씨부인 역
- 2010년 ~ 2018년 KBS2 단막극 드라마 《KBS 드라마 스페셜》 - 커피 멤버 1 (3회 / 2010-05-29) 역
- 2010년 ~ 2011년 KBS 일일연속극 《웃어라 동해야》 - 윤새와 산부인과 주치의 역
- 2011년 MBC 일일연속극 《불굴의 며느리》 - 산부인과 주치의 역
- 2011년 KBS2 수목드라마 《영광의 재인》 - 수간호사 역
- 2011년 ~ 2012년 KBS 일일연속극 《당신 뿐이야》 - 산부인과 주치의 역
- 2011년 ~ 2012년 JTBC 주말연속극 《인수대비》 - 남 상궁 역
- 2013년 MBC 월화드라마 《불의 여신 정이》 - 상궁 역
- 2014년 ~ 2015년 MBC 일일 특별기획 드라마 《압구정 백야》 - 동민 엄마 역
- 2016년 KBS2 TV소설 《내 마음의 꽃비》 - 박민자 간호사 역
- 2016년 KBS 일일연속극 《별난 가족》 - 유치원 원장 역

### 영화
- 1985년 《작년에 왔던 각설이》 - 조연
- 1985년 《그것은 밤에 이뤄졌다》 - 조연
- 1988년 《시로의 섬》 - 극단 단원 역
- 1990년 《꼴찌부터 일등까지 우리반을 찾습니다》 - 단역
- 1996년 《본 투 킬》 - 미수 역
- 2001년 《조폭 마누라》 - 고아원 여인 역
- 2002년 《아 유 레디?》 - 꼬마 엄마 역
- 2003년 《클래식》 - 주희 모 역
- 2003년 《맛있는 섹스 그리고 사랑》 - 중국집 술취녀 역
- 2004년 《빈 집》 - 노인 며느리 역
- 2006년 《예의없는 것들》 - 젊은 부부 - 여 역

### 방송 프로그램
- 1993년 ~ 1999년 MBC 《경찰청 사람들》 - 각종 단역
- 2013년 ~ 2016년 채널A 《천 개의 비밀 어메이징 스토리》 - 각종 단역
- 2014년 ~ MBN 《기막힌 이야기 실제상황》 - 각종 단역
- 2014년 ~ 2016년 TV조선 《이것은 실화다》 - 각종 단역
- 2016년 ~ 2021년 - 채널A 《천일야史》 - 각종 단역(2017년부터 비고정 출연)

### 뮤지컬
- 2011년 2월 4일 ~ 3월 27일: 《우리동네》
- 2011년 3월 30일 ~ 4월 10일: 《우리동네》
- 2011년 5월 20일 ~ 5월 22일: 《우리동네 - 대전》